# Francisco Vicera
Francisco Vicera (ur. 10 sierpnia 1923) – filipiński zapaśnik walczący w stylu wolnym. Olimpijczyk z Londynu 1948, gdzie zajął dwunaste miejsce w kategorii do 57 kg.

## Letnie Igrzyska Olimpijskie 1948
| Konkurencja      | Rundy eliminacyjne | Rundy eliminacyjne     | Klas. końcowa |
| Konkurencja      | Przeciwnik I       | Przeciwnik II          | Miejsce       |
| ---------------- | ------------------ | ---------------------- | ------------- |
| 57 kg styl wolny | Ray Cazaux (GBR) P | Charles Kouyos (FRA) P | 12.           |